# Mollem

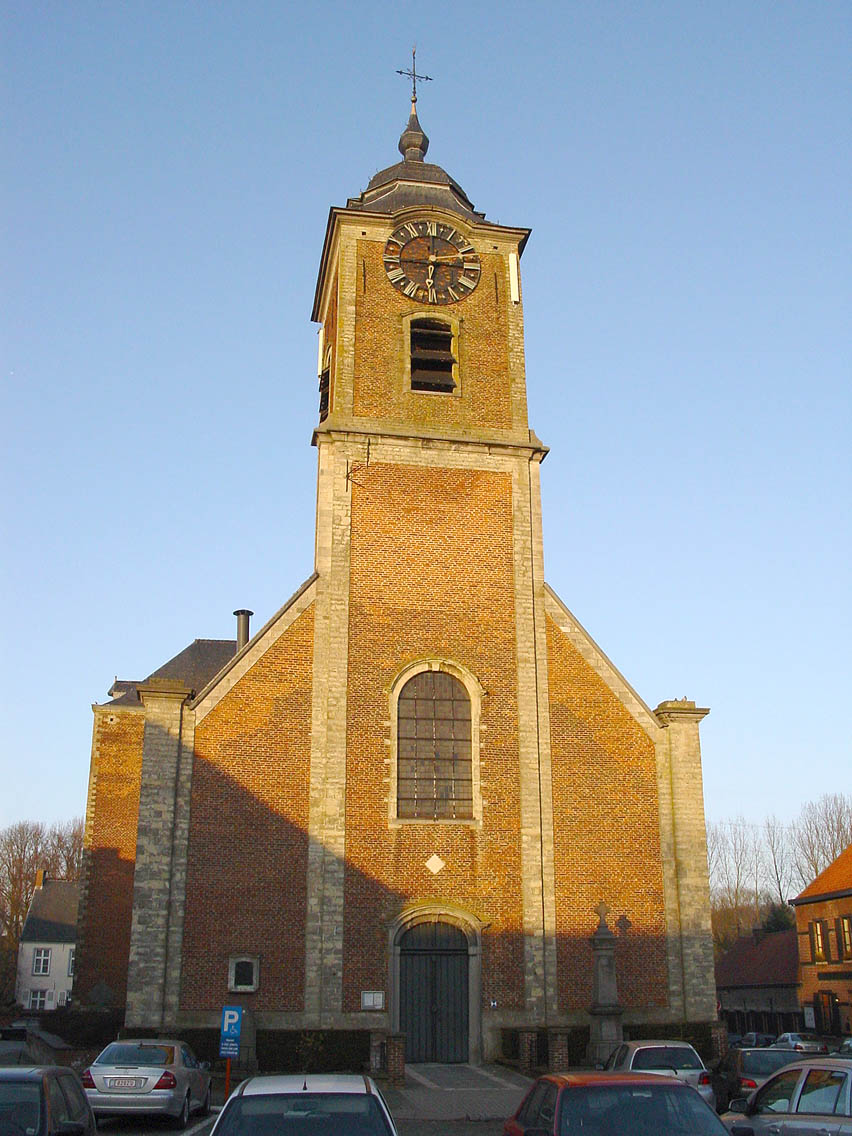
Mollem

Mollem är en ort i Belgien.   Den ligger i provinsen Flamländska Brabant och regionen Flandern, i den centrala delen av landet, 12 km nordväst om huvudstaden Bryssel. Mollem ligger 37 meter över havet och antalet invånare är 2 000.
Terrängen runt Mollem är platt. Runt Mollem är det mycket tätbefolkat, med 2 261 invånare per kvadratkilometer.. Närmaste större samhälle är Bryssel, 12,4 km sydost om Mollem. 
Trakten runt Mollem består till största delen av jordbruksmark.